# Proedromys
Proedromys é um gênero de roedores da família Muridae.

## Espécies
- Proedromys bedfordi Thomas, 1911
- Proedromys liangshanensis Liu et al., 2007